# 鴎 (敷設艇)
鴎（かもめ）は、日本海軍の敷設艇。燕型敷設艇の2番艇。艇名としては隼型水雷艇の13番艇「鴎」に続いて2代目。

## 艦歴
- 当初 　捕獲網艇として起工。
- 1929年（昭和4年） 3月23日 　建造中、二等敷設艇に艦種変更。 
  - 8月30日 　竣工（大阪鉄工所）
- 1931年（昭和6年） 5月30日 　等級廃止、敷設艇となる。
- 1938年（昭和13年） 7月 6日 　九江攻略作戦中に触雷、艦尾損傷。
- 1941年（昭和16年）12月 8日 　開戦時、佐世保鎮守府部隊付属として第3艦隊に派遣されリンガエン湾輸送船団を護衛。
- その後も船団護衛や対潜哨戒に従事。
- 1944年（昭和19年） 4月27日 　那覇北方70浬の地点にて米潜「ハリバット」の雷撃を受け沈没。

## 同型艦
- 燕